# Marcos Calderón
Marcos Calderón Medrano (Lima, 1928. július 11. – Callao, 1987. december 8.) perui labdarúgó, fedezet, edző. A perui válogatott szövetségi kapitánya (1965–1967, 1975–1979, 1987).

## Pályafutása

### Játékosként
1951-ig a Carlos Concha, 1951 és 1956 között a Sport Boys labdarúgója volt. A Sport Boys csapatával 1951-ben bajnokságot nyert.

### Edzőként
1958 és 1960 között a Sport Boys, 1963-ban a Defensor Lima, 1964 és 1968 között az Universitario vezetőedzője volt. Közben 1965 és 1967 között a perui válogatott szövetségi kapitánya volt. 1969 és 1971 között a Defensor Arica, 1972 és 1974 között a Sporting Cristal, 1975–76-ban az Alianza Lima szakmai munkáját irányította. 1975 és 1979 között ismét a perui válogatott kapitánya volt. 1975-ben Copa Américát nyert a csapattal. 1978–79-ben az ecuadori Barcelona SC, 1979 és 1981 között a Sporting Cristal, 1981-ben a mexikói Tigres UANL, 1981–82-ben a Deportivo Municipal, 1983-ban a venezuelai Deportivo Táchira, 1984-ben ismét a Sport Boys, 1985–86-ban az Universitario edzőjeként tevékenykedett. 1987-ben harmadszor is a perui válogatott szövetségi kapitánya volt. 1987-ben először a Juventud La Joya, majd újra az Alianza Lima vezetőedzője volt. Az Alianza edzőjeként légi katasztrófa áldozata lett a csapat több tagjával együtt.

## Sikerei, díjai

### Játékosként
Sport Boys
- Perui bajnokság
  - bajnok: 1951

### Edzőként
Peru
- Copa América
  - győztes: 1975

 Sport Boys
- Perui bajnokság
  - bajnok (2): 1958, 1984

 Universitario
- Perui bajnokság
  - bajnok (4): 1964, 1966, 1967, 1985

 Sporting Cristal
- Perui bajnokság
  - bajnok (3): 1972, 1979, 1980

 Alianza Lima
- Perui bajnokság
  - bajnok: 1975